# Czabanowe (obwód winnicki)
Czabanowe (ukr. Чабанове) – osiedle na Ukrainie, w obwodzie winnickim, w rejonie tulczyńskim, w hromadzie Studena. W 2001 liczyło 175 mieszkańców.